# Jessica Tovey
Jessica Tovey est une actrice australienne née le 10 novembre 1987 à Sydney en Nouvelle-Galles du Sud.

## Filmographie

### Cinéma
- 2007 : Smile for Me : Simone
- 2010 : Wanderlust : Eva
- 2010 : Professor Kellog and the Colombian Bookshop Crack Adventure : Katy
- 2011 : Reception : Evelyn
- 2012 : Census : Milly
- 2013 : Perfect Mothers : Mary
- 2013 : Tracks : Jenny
- 2014 : Lemon Tree Passage : Maya
- 2019 : Beast No More : Mary Jane
- 2020 : Water Horse : Détective Suzanne Lee

### Télévision
- 2005-2006 : Coups de génie : Nadine Sterling (2 épisodes)
- 2006-2009 : Summer Bay : Belle Taylor (240 épisodes)
- 2009 : Rescue Special Ops : Caitlin Kelly (1 épisode)
- 2010 : Wiked Love: The Maria Korp Story : Laura Korp
- 2010 : Underbelly : Wendy Jones (3 épisodes)
- 2010 : Cops LAC : Tash (1 épisode)
- 2011 : Panique à Rock Island : Nina Quinn
- 2011 : Paper Giants: The Birth of Cleo : Leslie Carpenter (2 épisodes)
- 2012 : Dance Academy : Jess (3 épisodes)
- 2013 : Mr & Mrs Murder : Claire Rickard-Smith (1 épisode)
- 2013-2015 : Wonderland (en) : Dani Varvaris (44 épisodes)
- 2016 : Wolf Creek : Kristy (4 épisodes)
- 2018 : True Story with Hamish & Andy : Lisa (1 épisode)
- 2019 : Bad Mothers : Danielle (8 épisodes)